# Pteropus rayneri
Pteropus rayneri е вид бозайник от семейство Плодоядни прилепи (Pteropodidae). Видът е почти застрашен от изчезване.

## Разпространение
Разпространен е в Папуа Нова Гвинея и Соломонови острови.